# فوتبال در اسپانیا
پرطرفدارترین ورزش‌ها در اسپانیا نخست فوتبال (به اسپانیایی: Fútbol asociación) و پس از آن بسکتبال و تنیس هستند. فوتبال در میان مردم اسپانیا از شور و هیجان گسترده‌ای برخوردار است و بیشتر مردم این کشور حداقل نوعی پیوستگی با این ورزش دارند. طبق اطلاعات اعلام‌شده توسط اداره ورزش‌های دولت اسپانیا در سال ۲۰۱۹ فوتبال ورزشی است که در میان همه فدارسیون‌های ورزشی اسپانیا بیشترین بازیکنان ثبت‌نام‌کرده (مجموعاً ۱٬۰۶۳٬۰۹۰ نفر که از آن‌ها ۹۹۷٬۹۹۹ نفر مرد و ۶۵٬۰۹۱ نفر زن هستند) و بیشترین تعداد باشگاه‌های ثبت‌شده (مجموعاً ۲۱٬۱۴۸ عدد) را دارد.